# Brigitte Patient
Brigitte Patient est une journaliste française née en 1958 à Bourges.
Elle présente et produit de 2012 à 2019 l’émission Regardez voir, consacrée à la photographie sur France Inter.

## Biographie
Brigitte Patient est née le 25 août 1958 à Bourges. Elle y étudie à l’École normale primaire et devient institutrice.
Elle découvre la radio grâce à l’un de ses professeurs, directeur d’une radio berruyère et fait ses débuts en 1982 sur Radio France Bourges. Elle mène les deux activités en parallèle pendant quelques années et finit par quitter l’Éducation nationale.
Elle tente l’expérience sans succès à Paris puis rejoint en 1986 la station Couleur 3 de la Radio suisse romande (RSR) à Lausanne. Elle y reste jusqu’à l’été 1990 où elle démissionne à regret pour rejoindre France Inter à Paris. Elle y anime successivement différentes émissions dont Tartines et strapontins, le Fil d’Inter (de 2003 à 2005), Un jour tout neuf (de 2010 à 2012),. 

## ÉmissionRegardez voir
Le 1er septembre 2012, Brigitte Patient lance Regardez voir, la première émission consacrée à la photographie, à l’occasion du festival Visa pour l’image de Perpignan. Pour elle, « l’intérêt du projet, c’est d’apprendre à regarder les images, de prendre le temps de stopper le flux qui nous arrive ».
Durant l’été 2019, elle réalise la série Regardez voir : photos mythiques, neuf émissions sur les photos qui ont marqué l’histoire comme La petite fille au napalm de Nick Ut ou Le fœtus d’Annie Leibovitz.
À la rentrée 2019, Regardez voir devait être diffusée dans le Grand format documentaire, le samedi soir, avec Foule continentale de Caroline Gillet et deux reportages d’Antoine Chao et de Charlotte Perry, mais l'émission n'est finalement pas diffusée et s'arrête donc en août 2019.